# Suhr

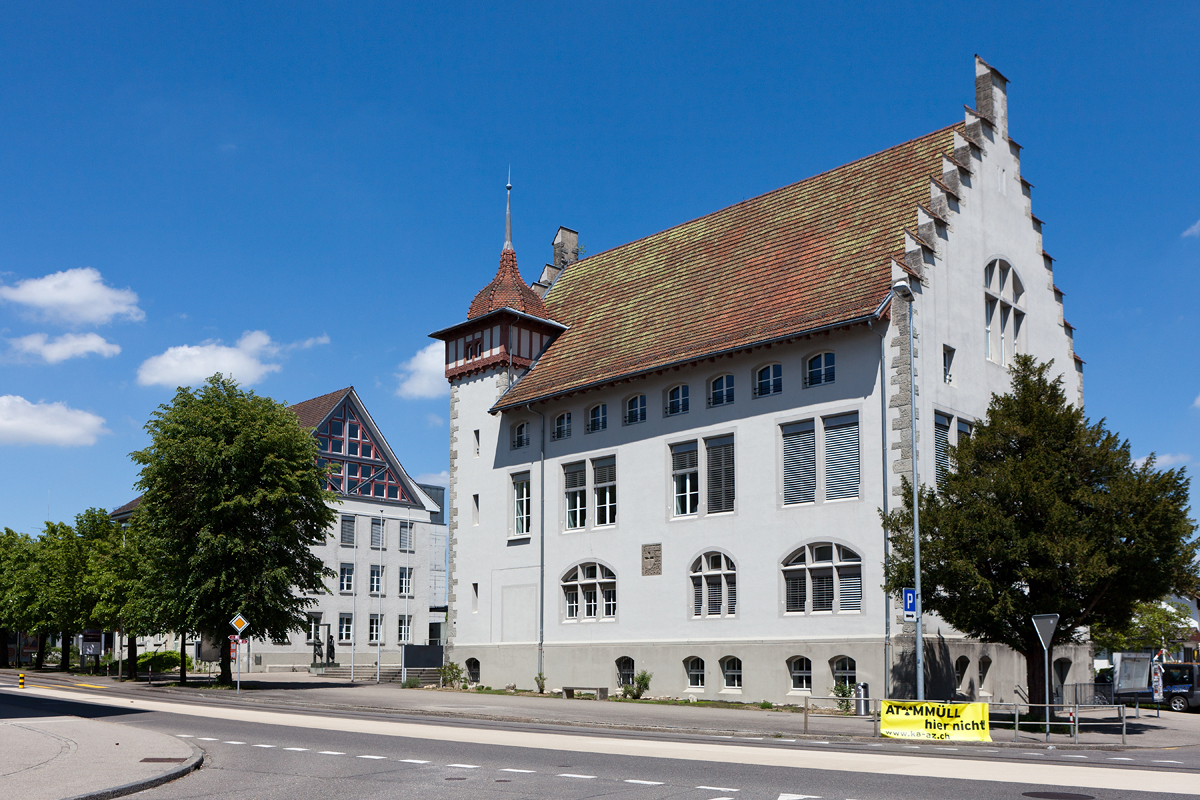
Kommunhuset i Suhr.

Suhr är en ort och kommun i distriktet Aarau i kantonen Aargau i Schweiz. Kommunen har 11 340 invånare (2023). Orten ligger vid floden Suhre och är sammanvuxen med Aarau och Buchs.
En majoritet (83,2 %) av invånarna är tyskspråkiga (2014). En italienskspråkig minoritet på 3,0 % lever i kommunen. 24,2 % är katoliker, 28,4 % är reformert kristna och 47,4 % tillhör en annan trosinriktning eller saknar en religiös tillhörighet (2014).